# Suphawut Thueanklang
Suphawut Thueanklang (in thailandese ศุภวุฒิ เถื่อนกลาง; Ratchaburi, 14 luglio 1989) è un giocatore di calcio a 5 thailandese.

## Carriera
Pivot talentuoso, Thueanklang è stato uno dei giocatori più rappresentativi della Nazionale maschile di calcio a 5 della Thailandia, con cui ha disputato quattro Coppe del Mondo andando a segno in tutte le edizioni. È stato inoltre capocannoniere della Coppa d'Asia 2016. A livello di club, Thueanklang ha legato buona parte della sua carriera al Chonburi con cui ha vinto 7 campionati thailandesi e due AFC Futsal Club Championship, venendo premiato come miglior giocatore dell'edizione 2013. Per brevi periodi ha giocato anche nei campionati iraniano, indonesiano, libanese e giapponese.

## Palmarès

### Competizioni nazionali
- Campionato thailandese: 7
Chonburi: 2009, 2010, 2011-12, 2012-13, 2014, 2015, 2016
- Campionato giapponese: 2
Nagoya Oceans: 2020-21, 2021-22

### Competizioni internazionali
- AFC Futsal Club Championship: 2
Chonburi: 2013, 2017